# Јирген Хингсен
Јирген Хингсен (Дуизбург, 25. јануар 1958.) је некадашњи западнонемачки атлетичар  који је држао светски рекорд у десетобоју 1982. и поново од 1983. до 1984. године.

## Биографија
Хингсен је освојио сребрну медаљу у олимпијском десетобоју на Играма 1984. у Лос Анђелесу одмах иза Дејлија Томпсона. Такође 1984. Хингсен је поставио свој лични рекорд у десетобоју са 8.832 поена – тада светски рекорд, а немачки рекорд до 2023.
За своја достигнућа у атлетици Хингсен је 1983. добио Сребрни ловоров лист од председника Западне Немачке Карла Карстенса.

## Приватно
1984. играо је главну улогу у комедији Три и по порције. 1990. имао је споредну улогу у РТЛ ТВ серији Замак на Вертерзеу. Од маја 1989. радио је као водитељ спортске рубрике на ЗДФ ТВ Гарден.
У априлу 2006, Хингсен је учествовао на телевизијском плесном такмичењу Играјмо (енгл. Let’s Dance) на РТЛ-у. Заузео је пето место са својом плесном партнерком Утом Албанезе.
2004. Хингсен се развео од своје жене Американке након 21 године брака. Из овог брака има две ћерке. Живи у Келну.

## Лични рекорди у атлетици
| Дисциплина         | Резултат    |
| ------------------ | ----------- |
| 100 метара         | 10.70 с     |
| 400 метара         | 47.65 с     |
| 1.500 метара       | 4:12.29     |
| 110 метара препоне | 13.84 с     |
| Скок у вис         | 2.18 м      |
| Скок мотом         | 5.10 м      |
| Скок у даљ         | 8.04 м      |
| Бацање кугле       | 16.57 м     |
| Бацање диска       | 50.82 м     |
| Бацање копља       | 67.42 м     |
| Десетобој          | 8.832 поена |
| Седмобој           | 5.859 поена |